# Máté Tamás Koch
Máté Tamás Koch (Budapeste, 17 de setembro de 1999) é um esgrimista húngaro, campeão olímpico.

## Carreira
Em abril de 2017, no Campeonato Mundial Júnior de Esgrima de 2017 em Plovdiv, Bulgária, ele ganhou uma medalha de bronze na espada por equipe com a Hungria. Em janeiro de 2018, ele ganhou uma medalha de bronze na espada masculina no Campeonato Europeu Júnior de 2018.
Em janeiro de 2019, ele ganhou uma medalha de ouro em equipe com a Hungria na espada masculina no Campeonato Europeu Júnior de 2019. Em abril de 2019, no Campeonato Mundial Júnior de Esgrima de 2019 em Toruń, Polônia, ele ganhou uma medalha de ouro por equipe com a Hungria. Em junho de 2023, ele ganhou uma medalha de ouro na equipe de espada com a Hungria nos Jogos Europeus de 2023 em Cracóvia, Polônia.
Ele venceu o campeonato mundial de espada masculina de 2023 em Milão. Nas últimas três rodadas, ele derrotou o companheiro de equipe e ex-campeão mundial Gergely Siklósi , Ruslan Kurbanov do Cazaquistão e Davide Di Veroli da Itália.
Nos Jogos Olímpicos de Verão de 2024, em Paris, conquistou a medalha de ouro na disputa de espada por equipes ao lado de Tibor Andrásfi, Gergely Siklósi e Dávid Nagy.